# Die Rixdorfer Sänger
Die Rixdorfer Sänger waren eine in den 1960er- und 1970er-Jahren aktive westdeutsche Gesangsgruppe, die sich auf die nostalgische Interpretation von zeitgenössischen deutschen Schlagern des Kaiserreichs und der Weimarer Republik (u. a. von Paul Lincke, Walter Kollo, Bruno Balz, Fritz Löhner-Beda oder Robert Gilbert) in Potpourriform spezialisiert hatte. Zur Besetzung zählten u. a. Karl Golgowsky, Hans-Joachim Kipka, Kurt Stephan und Richard Gatermann. Bei Rixdorf handelte es sich um einen ehemaligen Berliner Stadtteil, der 1912 in Neukölln umbenannt wurde und einst im Rufe eines anrüchigen Amüsierviertels mit vielen Tanzlokalen stand.
Im Zeitraum von 1963 bis 1972 erschienen fünf reguläre Langspielplatten bei Phonogram bzw. Philips Phonographische Industrie (beide heute zu Universal Music Group), danach bis 1984 noch einige Best-of-Alben. Die Musikbegleitung auf den einzelnen Alben stammte von zeitgenössischen Kapellen wie z. B. Béla Sanders und seinem Tanzorchester oder dem Tanzorchester William Greihs (1905–1984).

## Arrangement und Klang
Arrangement und Instrumentierung bewegten sich zumeist im Rahmen von schnellerem Jazz, Swing und Stimmungsschlager mit einem Tempo, das nicht selten geübte Tänzer erforderte; die Stimmintonation war weniger nasal als bspw. heute bei Max Raabe.
In Klang, Arrangement und Stimmung ähnelten die Aufnahmen der Rixdorfer Sänger stark dem zeitgenössischen, kommerziell erfolgreichen Soundtrack des englischen Spielfilms Die tollkühnen Männer in ihren fliegenden Kisten von 1965 (Single: Those magnificent men in their flying machines, bzw. in der deutschen Filmfassung Ja, richt'ge Männer sind wir).

## Kommerzieller Erfolg
Die ersten fünf nummerierten EPs der Rixdorfer Sänger, die 1960 herausgebracht wurden, erreichten die Höchstposition 17 und hielten sich insgesamt fünf Monate in den deutschen Singlecharts.
1963 wurden diese fünf Potpourri-EPs der Reihe Erinnern Sie sich? – 50 Schlager von einst zu einer Langspielplatte unter gleichem Namen zusammengefasst, die nun den Platz acht der deutschen Albumcharts erzielte und sich über zweieinhalb Jahre, d. h. von Mitte 1963 bis Ende 1965 und damit insgesamt 24 Monate in der Hitparade hielt, allein drei Monate davon in der Top 10, womit die Rixdorfer Sänger für das Jahr 1963 den Platz 26 der westdeutschen Longseller nach Chartaufenthalt in Wochen erreicht hatten; am Ende des Jahres 1963 stand das Debütalbum an 12. Stelle der über das Jahr in der BRD verkauften Alben, sowie am Ende des Folgejahres 1964 noch immer auf Platz 22 der Gesamtjahresverkäufe bzw. Platz 48 der Longseller 1964.
Mit dem über zwei Jahre bis Ende 1965 andauernden Achtungserfolg als stabiler Longseller und in der Kategorie Gesamtjahresverkäufe wurden bei Abflauen der Verkäufe des Debütalbums in den Jahren 1966 bis 1972 vier reguläre Langspielplatten nachgelegt, worauf bis 1984 noch drei Best-of-Alben folgten.

## Diskografie

### EPs
- 1960: Erinnern Sie sich? – Schlager von einst (5 Folgen)

### Reguläre LP-Alben
- 1963: Erinnern Sie sich? – 50 Schlager von einst (Philips 5840 432) Kompilation der obigen 5 EPs; max. 5 einzelne Schlager der Debüt-LP wurden später auf nachfolgenden Alben in dann zumeist getragener intonierten Neuaufnahmen veröffentlicht
- 1966: Erinnern Sie sich? – Frollein pardon... (Philips 843 784 PY)
- 1967: Erinnern Sie sich? – Neue Folge: Gassenhauer von Anno Dazumal (Philips 840 472 PY)
- 1967: Hits der Goldenen Zwanziger (Philips 6499 563)
- 1972: Wir wollen unsern alten Kaiser Wilhelm wiederhaben (Philips 6305 148)

### Best-of-Alben
- 1967: Das waren Zeiten! – Schlager von einst (Philips 6623 030) Doppel-LP, Seite 1 und 2 entspricht Gassenhauer von Anno Dazumal, Seite 3 und 4 entspricht Hits der Goldenen Zwanziger
- (o. J.) Kinder, wie die Zeit vergeht! – 56 Hits aus den schönsten Schlagerjahren (Philips 6623 074) Doppel-LP; Seite 1 und 2 entsprechen Wir wollen unsern alten Kaiser Wilhelm wiederhaben (1972), Titel 1–8 der Seite 3 entsprechen denselben Titeln der 4. Seite von Das waren Zeiten! (1967), Titel 9–14 der Seite 3 entsprechen denselben Titeln der 1. Seite von Frollein pardon... (1966), Seite 4 entspricht der 2. Seite von Frollein pardon...
- 1984: Schlager aus der guten alten Zeit (Philips 819 180-1) Die 1. Seite enthält einen Zusammenschnitt des Debütalbums, die 2. Seite besteht aus Originalaufnahmen aus den 1930er- und 1940er-Jahren, die nicht von den Rixdorfer Sängern stammen.

### Sampler/Zusammenarbeiten mit anderen Künstlern
- 1968: Wo der Wildbach rauscht, Fontana Spezial / 701 654 WPY (Potpourri O Heideröslein und andere Titel auf der ersten Seite von den Rixdorfer Sängern)[6]
- 1977: Die Jubel-Trubel-Riesen-Fete, Doppel-LP, Philips 6623 096 (Die Seite IV enthält einen Ausschnitt des Albums Wir wollen unsern alten Kaiser Wilhelm wiederhaben)[7]
- 1981: 112 Tophits Von Gestern Und Heute – Das Beste Aus Dem Schweizer Radio, 8-LP-Box, von den Rixdorfer Sängern stammen die (wohl vom Debütalbum übernommenen) Titel O Donna Clara und Was machst du mit dem Knie, lieber Hans? auf jeweils der 1. und 2. LP[8][9]
- (o. J.) Die Dominos, Die Rixdorfer, Die Blauen Jungs, Das Große Stimmungsorchester Heinz Hanhausen: Jetzt geht's rund (Rund 50 bekannte Stimmungsschlager), Topas LP 2601[10]